# Вестмонт (Пенсільванія)
Вестмонт (англ. Westmont) — місто (англ. borough) в США, в окрузі Кембрія штату Пенсільванія. Населення — 4982 особи (2020).

## Географія
Вестмонт розташований за координатами 40°19′10″ пн. ш. 78°57′9″ зх. д. / 40.31944° пн. ш. 78.95250° зх. д. (40.319479, -78.952362).  За даними Бюро перепису населення США в 2010 році місто мало площу 6,08 км², уся площа — суходіл.

## Демографія
Згідно з переписом 2010 року, у селищі мешкала 5181 особа в 2189 домогосподарствах у складі 1511 родини. Густота населення становила 852 особи/км².  Було 2339 помешкань (385/км²).
Расовий склад населення:
| - 95,9 % — білих - 1,5 % — азіатів - 1,0 % — чорних або афроамериканців - 0,1 % — корінних американців |

До двох чи більше рас належало 0,9 %. Частка іспаномовних становила 1,4 % від усіх жителів.
За віковим діапазоном населення розподілялося таким чином: 22,6 % — особи молодші 18 років, 58,0 % — особи у віці 18—64 років, 19,4 % — особи у віці 65 років та старші. Медіана віку мешканця становила 46,4 року. На 100 осіб жіночої статі у селищі припадало 90,5 чоловіків;  на 100 жінок у віці від 18 років та старших — 87,6 чоловіків також старших 18 років.
Середній дохід на одне домашнє господарство  становив 86 391 долар США (медіана — 62 500), а середній дохід на одну сім'ю — 101 789 доларів (медіана — 69 821). Медіана доходів становила 47 800 доларів для чоловіків та 41 712 долари для жінок. За межею бідності перебувало 9,3 % осіб, у тому числі 21,9 % дітей у віці до 18 років та 4,0 % осіб у віці 65 років та старших.
Цивільне працевлаштоване населення становило 2331 особа. Основні галузі зайнятості: освіта, охорона здоров'я та соціальна допомога — 39,0 %, виробництво — 11,5 %, науковці, спеціалісти, менеджери — 9,1 %, роздрібна торгівля — 8,5 %.